# SN 2010hh
SN 2010hh – supernowa typu Ia-pec odkryta 1 września 2010 roku w galaktyce NGC 6524. W momencie odkrycia miała maksymalną jasność 18,30m.